# Oasis
Oasis so angleška rock skupina iz Manchestra. Skupina je bila ustanovljena leta 1991. Vodji skupine sta glavni kitarist in tekstopisec Noel Gallagher in njegov mlajši brat, vokalist Liam Gallagher, ki sta bila najbolj pomembna za uspeh skupine Oasis. V originalni zasedbi so bili še Paul "Guigsy" McGuigan na bas kitari, Paul "Bonehead" Arthurs na ritem kitari in Tony McCarroll na bobnih. Po prvem albumu je slednjega nadomestil Alan White. Skupina je v devetdesetih letih posnela več zelo uspešnih plošč, osem njihovih singlov se je uvrstilo na vrh britanske glasbene lestvice. Po svetu so prodali več kot 70 milijonov albumov.
Konec avgusta 2009 je Noel Gallagher oznanil, da zaradi sporov z bratom zapušča skupino, kar so nekateri mediji takoj označili za njen konec. Februarja 2010 je Liam oznanil, da bodo preostali člani nadaljevali s snemanjem glasbe in koncertiranjem, a pod drugim imenom, kar je dejansko pomenilo konec skupine Oasis.

## Člani
Zasedba pred Noelovim odhodom je bila:
- Liam Gallagher - vokal
- Noel Gallagher - kitara, spremljevalni vokal, tekstopisec
- Colin »Gem« Archer - kitara, klaviature, spremljevalni vokal
- Andy Bell  - bas kitara, klaviature
- Chris Sharrock - bobni

## Diskografija
1. Definitely Maybe - 30. avgust 1994
2. (What's the Story) Morning Glory? - 2. oktober 1995
3. Be Here Now - 21. avgust 1997
4. Standing on the Shoulder of Giants - 28. februar 2000
5. Heathen Chemistry - 1. julij 2002
6. Don't Believe the Truth - 30. maj 2005
7. Dig Out Your Soul - 6. oktober 2008